# Kajfež (priimek)
Kajfež je priimek v Sloveniji, ki ga je po podatkih Statističnega urada Republike Slovenije na dan 1. januarja 2010 uporabljalo 83 oseb.

## Znani nosilci priimka
- Anton Kajfež (1875–1954), podjetnik, trgovec (s Kočevskega, mdr. na Dunaju)
- Darko Kajfež, elektrotehnik (ZDA)
- Drago Kajfež (1903–1963), gozdarski strokovnjak
- Duša(nka) Kajfež (*1946), slikarka
- Franjo Kajfež (1936–2004), hrvaški biokemik (mdr. v Krki), politik in umetnostni zbiralec
- Karol Kajfež (1917–2007), partizan, upravni direktor IJS (ob Antonu Peterlinu)
- Lučka Kajfež Bogataj (*1957), profesorica agrometeorologije in ekologinja
- Martina Kajfež (*1974), manekenka, fotomodel
- Tomislav Kajfež, arheolog, muzejski restavrator
- Vesna Kamin Kajfež, umetnostna zgodovinarka